# Electric Light Orchestra
Electric Light Orchestra (ofta förkortat ELO, på de två första skivorna The Electric Light Orchestra), är en brittisk rockgrupp bildad år 1970.

## Historik
Gruppen bildades 1970 av multi-instrumentalisterna Roy Wood och Jeff Lynne tillsammans med trummisen Bev Bevan. Musiken karaktäriserades av en experimentell blandning av den progressiv pop-musik som Beatles hade utvecklat samt klassiska arrangemang och bandet avsåg att ta vid där Beatles slutade. På de tre första albumen experimenterade gruppen friskt med dessa element och man fick en hitsingel i England med "10538 Overture". ELO var egentligen avläggare till Woods förra band the Move, där också Lynne och Bevan varit medlemmar. ELO var mest aktivt mellan 1970 och 1986 och de spelade in ett antal studioalbum som även innehöll konceptuella tema-album såsom Eldorado (1974) och Time (1981). De inledande åren var Lynne, Bevan och Richard Tandy de enda fasta medlemmarna. Wood lämnade gruppen runt 1972 för att bilda Wizzard och Lynne tog över som frontfigur. Jeff Lynne har fullständigt dominerat bandet som dess ende låtskrivare, arrangör och producent.
Gruppens fjärde studioalbum Eldorado innebar ett kommersiellt genombrott i USA, även om det inte sålde så bra i hemlandet, och det var det första där hela albumet kretsade kring ett tema. Från det femte albumet Face the Music släpptes singlarna "Evil Woman" och "Strange Magic" vilka blev hits, men strävandet efter ett mer kommersiellt sound blev också tydligare ju fler år som gick efter Roy Woods frånvaro. Det var dock 1976 som gruppens verkliga internationella genombrott kom med skivan A New World Record. Detta album inledde gruppens gyllene år under slutet av 1970-talet, med de efterföljande albumen Out of the Blue (dubbelalbum) och Discovery som alla blev storsäljare. På den sistnämnda skivan märktes en tydlig influens av discomusik, och där tonades även gruppens stråktrios betydelse ner. Den skivan innehöll också gruppens internationellt största hitsingel "Don't Bring Me Down".
Under bandets höjdpunkt ca 1978 bestod ELO av sju medlemmar:
- Jeff Lynne – sång, gitarr
- Bev Bevan – trummor
- Richard Tandy – keyboard
- Kelly Groucutt – basgitarr
- Mik Kaminski – violin
- Hugh McDowell – cello
- Melvyn Gale – cello

Därefter, till tidsresan Time försvann stråkarna till förmån för synthesizers och ELO förvandlades till en kvartett. De sista tre albumen som ELO gjorde handlade om kontrakt med skivbolaget JET, och Lynne levererade de två sista albumen utan åtföljande turnéer. Albumet Secret Messages 1983 vilket blev en måttlig framgång med singeln "Rock and Roll Is King". När den sista plattan från den ursprungliga eran, Balance of Power var det endast tre medlemmar kvar, Lynne, Bevan och Tandy. Den skivan blev heller ingen särskilt stor framgång även om flera låtar hamnade högt på Englandslistan, bl.a. "Calling America" och "So serious". 1988 kom Lynne med det slutliga beskedet att gruppen lagts ner. Då hade han redan inlett samverkan med George Harrison som skulle innebära nya framgångsrika år som producent och låtskrivare. År 2000 använde Jeff Lynne gruppnamnet ELO till albumet Zoom. Detta album kan dock bäst beskrivas som ett soloalbum då det bara var han själv och Richard Tandy från 1970-talsuppsättningen som medverkade på skivan. En turné var även tänkt att genomföras, men biljetterna sålde dåligt och Jeff Lynne påverkades av sin vän George Harrisons sjukdom och någon turné blev aldrig av.
Under hösten 2015, släpptes ELO albumet "Alone in the universe" och sålde platina och fick god kritik. Under 2016 följde så en framgångsrik turné i Europa som såldes ut. Den avslutades med en mycket uppskattad spelning på Glastonburyfestivalen.

## Medlemmar
Det här avsnittet är helt eller delvis baserat på material från  engelskspråkiga Wikipedia, Electric Light Orchestra, 11 juli 2019.

### Nuvarande medlemmar
- Jeff Lynne – sång, gitarrer, basgitarr, keyboards, cello, trummor, slagverk (1970–1986, 2000–2001, 2014–)
- Richard Tandy – piano, keyboards, synthesizer, basgitarr, gitarr, körsång (1971–1986, 2000–2001, 2014–2016, 2019-)

### Nuvarande turnerande medlemmar (Jeff Lynne's ELO)
- Mike Stevens – kapellmästare, gitarr, kör (2014–)
- Milton McDonald – sologitarr, kör (2014–)
- Lee Pomeroy – basgitarr, kör (2014–)
- Donavan Hepburn – trummor (2014–)
- Melanie Lewis-McDonald – kör (2014–)
- Iain Hornal – kör, gitarr (2014–)
- Marcus Byrne – keyboards (2014–2017); piano, vocoder (2017–)
- Jo Webb – keyboards (2017–)
- Steve Turner – keyboards (2018–)
- Amy Langley – cello (2016–)
- Jess Cox – cello (2016–)
- Jessie Murphy – violin (2019–)

### Tidigare medlemmar
- Bev Bevan – trummor, slagverk, sång (1970–1986)
- Roy Wood – sång, kör, gitarr, basgitarr, cello, oboe, klarinett, fagott, saxofon, recorder (1970–1972)
- Rick Price – basgitarr (1970) (spelade in basgitarr på första albumet, men det togs bort)
- Bill Hunt – keyboards, valthorn, jakthorn (1971–1972)
- Steve Woolam – violin (1971; död 1971)
- Andy Craig – cello (1971–1972)
- Hugh McDowell – cello (1972, 1973–1980; död 2018)
- Mike Edwards – cello (1972–1975; död 2010)
- Wilfred Gibson – violin (1972–1973; död 2014)
- Mike de Albuquerque – basgitarr, kör (1972–1974)
- Colin Walker – cello (1972–1973)
- Mik Kaminski – violin (1973–1980)
- Kelly Groucutt – basgitarr, sång, kör (1974–1983; död 2009)
- Melvyn Gale – cello (1975–1980)[2]

### Tidigare turnerande medlemmar
- Mik Kaminski – violin (1981–1982, 1986) (var även med i musikvideor den här perioden)
- Louis Clark – synthesizer, keyboards (1981–1982, 1986)
- Dave Morgan – synthesizer, akustisk gitarr, kör (1981–1982, 1986)
- Martin Smith – basgitarr (1986)
- Peggy Baldwin – cello (2000–2001)
- Gregg Bissonette – trummor, kör (2000–2001)
- Matt Bissonette – basgitarr, kör (2000–2001)
- Marc Mann – gitarr, keyboards, kör (2000–2001)
- Sarah O'Brien – cello (2000–2001)
- Rosie Vela – kör (2000–2001)
- Mick Wilson – slagverk, kör (2014)
- Chereene Allen – violin (2014)
- Bernie Smith – keyboards (2014–2017)
- Rosie Langley – violin (2016–2018)

### Associerade
- Rick Payne – cello (1971)[3] (var menad att vara livecellist, men spelade aldrig live med E.L.O.)
- Mike Atkins – cello (1971) (var menad att vara livecellist, men spelade aldrig live med E.L.O.)
- Trevor Smith – cello (1971–1972) (var menad att vara livecellist, men spelade aldrig live med E.L.O.)
- Rick Pannell - cello, ljudtekniker (1972–1974) (låtsades spela cello under ett TV-framträdande)
- Louis Clark – dirigent, arrangör (1974–1979, 1983)
- Rainer Pietsch – dirigent, arrangör (1981)

## Diskografi
- 1971 – The Electric Light Orchestra
- 1973 – ELO 2
- 1973 – On the Third Day
- 1974 – Eldorado
- 1975 – Face the Music
- 1976 – A New World Record
- 1977 – Out of the Blue
- 1979 – Discovery
- 1980 – Xanadu (soundtrack album)
- 1981 – Time
- 1983 – Secret Messages
- 1986 – Balance of Power
- 1999 – Live at the BBC
- 2001 – Zoom
- 2015 – Alone in the Universe
- 2019 – From Out of Nowhere

### Fotnoter
1. ↑  Rock and Roll Hall of Fame-ID: elo.[källa från Wikidata]
2. ↑  Kiste, John Van der (21 January 2017). ”Jeff Lynne: Electric Light Orchestra - Before and After”. Jeff Lynne: Electric Light Orchestra - Before and After. Fonthill Media. https://books.google.com/books?id=RRj1DQAAQBAJ&pg=PT108&lpg=PT108&dq=trevor+smith+elo&source=bl&ots=uMENe08SJR&sig=9dJPjzxUgvhAMCufSwTXTc3rLKM&hl=de&sa=X&ved=0ahUKEwiu3fPbwvTSAhXELMAKHZBBCRQQ6AEISDAG#v=onepage&q=trevor+smith+elo&f=false. Läst 8 november 2018.